# José Ángel Gómez Marchante
José Ángel Gómez Marchante (ur. 30 maja 1980 w San Sebastián de los Reyes) – hiszpański kolarz szosowy, zawodnik grupy Cervélo TestTeam.
Największym sukcesem zawodnika jest zwycięstwo w wyścigu wieloetapowym Dookoła Kraju Basków w 2006 roku.

## Najważniejsze zwycięstwa i sukcesy
- 2004
  - wygrany etap w Gran Premio CTT Correios de Portugal
- 2006
  - wygrany wyścig Dookoła Kraju Basków plus zwycięstwo na 6. etapie
- 2007
  - zwycięstwo w Subida a Urkiola
- 2009
  - piąty w Dookoła Katalonii